# Сліпне
Озеро Сліпне́ (Солоне) — озеро, одне з Слов'янських солоних озер, розташоване в місті Слов'янськ Донецькій області. Є гідрологічною пам'яткою природи загальнодержавного значення. Статус присвоєно розпорядженням Ради Міністрів УРСР № 780-р від 14 жовтня 1975 року.

## Загальна характеристика озера
Озеро солоне, що незвично для віддаленого від моря. Воно розташоване у басейні Сіверського Донця і є просадочним озером карстового походження — утворилось під час просідання ґрунту при вимиванні солей з карстових порожнин. Карстові порожнини утворилися після розчинення ґрунтовими водами покладів кам'яної солі і гіпсу, які залишилися після висихання давнього моря Пермського періоду. З часом карстові порожнини заповнилися солоними підземними та прісними талими водами.
Ропа озера за своїм хімічним складом хлоридно-натрієвого типу, містить також сульфати. Мінералізація води в озері становить 15 г/л.
Площа озера — 0.30 км², Середня глибина — 2.2 м, найбільша — 3.5 м. Озеро має овальну форму 925 х 400 метрів.
Температура води влітку +22 … +24 °C.

## Господарське використання
Солону воду озера використовували для видобування солі. Спочатку, сіль видобували, попередньо закачуючи воду на спеціальні градирні. Згодом, почали бурити скважини глибиною понад 100 метрів. Через це на дні озера утворився ряд воронкоподібних западин.
Вода в озері має лікувальні властивості. Воду з озера використовують з лікувальною метою. Дно вкрите відкладеннями бруду, який також має лікувальні властивості.

Регіональний ландшафтний парк «Слов'янський курорт». Показано розташування озер. 2010 р.